# Imperio Secreto (organización)
El Imperio Secreto fueron una organización ficticia que aparece en los cómics estadounidenses publicados por Marvel Comics. Aparecieron por primera vez en Tales to Astonish # 81 y fueron creados por Stan Lee y Jack Kirby. Originalmente eran una rama de HYDRA, pero luego se convirtieron en un grupo independiente separado.
El Imperio Secreto Hicieron su debut en el Universo Cinematográfico de Marvel, como un gran antagonista en la temporada 2 para Agent Carter. Bajo esta encarnación, se les llama el Consejo de los 9.

## Historial de publicaciones
El Imperio Secreto apareció por primera vez en Tales to Astonish # 81 y fue creado por Stan Lee y Jack Kirby.

## Historia de la organización ficticia
Esta organización subversiva ha sido encabezada por una serie de líderes diferentes, siempre conocidos como "Número uno", con los objetivos de cada iteración siguiendo los deseos de su líder actual. El Imperio Secreto fue fundado por un científico que se sentía como un don nadie anónimo. La organización comenzó como una empresa criminal, subsidiaria de HYDRA, que le brindó apoyo financiero. El Imperio Secreto sirvió para distraer la atención de autoridades como S.H.I.E.L.D. de las actividades de HYDRA, aunque el Número Uno original buscó separarse de HYDRA. El Imperio Secreto contrató al mercenario Boomerang en una misión para robar planos para el Misil Orión de la Fuerza Aérea, pero fue derrotado por Hulk. Al intentar hacer explotar a Hulk, el Número Uno se suicidó.
Algún tiempo después, la organización se reagrupó bajo un nuevo Número Uno. Este Imperio Secreto se infiltró en la Corporación Brand de Roxxon Oil, intentó arruinar la reputación del Capitán América, y secuestró a varios mutantes, específicamente a Havok, Polaris, Bestia, Iceman, Ángel, Mente Maestra, Mesmero, Blob y Unus el Intocable: para aprovechar su energía para alimentar un "platillo volante". Número Uno aterrizó el platillo en el césped de la Casa Blanca y, después de derrotar al héroe "sustituto" del Imperio, el primer Moonstone, exigió que el gobierno le entregara el control o detonaría armas nucleares en todas las ciudades importantes de Estados Unidos. El Imperio Secreto fue derrotado por el Capitán América, Cíclope, Falcon y Chica Marvel, y el Capitán América persiguió al Número Uno hasta la Casa Blanca. En lugar de capturar la cara, Número Uno se desenmascaró y luego se suicidó. Se reveló que el líder del Imperio Secreto era un alto funcionario del gobierno de los Estados Unidos que intentaba un golpe de Estado. Aunque su identidad y rostro nunca se revelan al lector, está fuertemente implícito en el diálogo que el Número Uno era el Presidente de los Estados Unidos. El gobierno encubrió su culpa y suicidio con la ayuda de un doble. Esto llevó al Capitán América a renunciar a su papel por un tiempo y asumir el papel de Nómada. La historia se publicó por primera vez en 1973, cuando el presidente en funciones era Richard Nixon, envuelto en ese momento en el Escándalo Watergate. El escritor Steve Englehart pretendía específicamente que este tema fuera una metáfora del caso Watergate y la era Nixon.
Más tarde, el Profesor Poder se convirtió en el nuevo Número Uno. Buscó desencadenar una guerra nuclear entre Estados Unidos y la Unión Soviética. Los Defensores derrotaron al Profesor Poder y al Imperio Secreto, así como a sus agentes Mad Dog y Mutant Force.
Gabe Jones, agente de S.H.I.E.L.D., es asignado por Nick Fury para infiltrarse en el grupo en un intento de derribarlo.
El Imperio Secreto también buscó eliminar al Caballero Luna quien creían que había interrumpido algunas de sus operaciones (como se ve en Marc Spector: Moon Knight # 19-21). El verdadero culpable fue Midnight, el compañero de Caballero Luna y cuando Caballero Luna y su compañero se enfrentaron al Imperio Secreto, Midnight fue golpeado por una explosión de energía del nuevo líder del grupo, el misterioso Número 7. Caballero Luna abandonó a su compañero, creyendo que estaba muerto, pero en verdad seguía vivo, aunque horriblemente desfigurado y mutilado. Número 7 ordenó a Midnight transformarse en un cyborg, con su odio por Caballero Luna (por haber sido abandonado por su mentor) y un mecanismo de seguridad que le hacía sufrir un dolor intenso si desobedecía al Número 7.
Durante el arco de la historia de Round Robin en The Amazing Spider-Man, Midnight fue enviado a su primera misión: secuestrar al superhéroe Nova para que el Imperio Secreto pudiera transformarlo también en un cyborg. Este plan involucró al villano Thunderball, quien era un genio de la cibernética. El plan fue frustrado por la combinación de Nova, Spider-Man, Caballero Luna, Punisher y Night Thrasher. Durante la batalla, la enfermera del Imperio Secreto asignada para reparar las partes robóticas del cuerpo de Midnight desactivó el mecanismo de seguridad del Número 7 diseñado para evitar que Midnight se venga de él por desfigurarlo / mutilarlo, permitiendo que Midnight mate al Número 7 y asuma el control sobre el Imperio Secreto. Sin embargo, en el camino se reveló que su enfermera (y ahora amante), también era un cyborg. Una fiel seguidora del fundador original (el Número 1 original), sirvió como prototipo del proceso utilizado para transformar a Midnight en un ser mitad humano, mitad máquina en el que él se convirtió, en la medida en que ella se dejó desfigurar y mutilada para facilitar su transformación en un cyborg. Al darse cuenta de que su amante estaba loco, Midnight ayudó a su mentor y a sus aliados contra la enfermera.
El Imperio Secreto más tarde sería parte de una conspiración para dividir el imperio de Wilson Fisk, Kingpin, que había perdido el control. La reunión tuvo lugar en Las Vegas, al amparo de una "convención" del Imperio Secreto. Muchos miembros del Imperio Secreto simplemente creen que es una organización como los masones o los alces, que era una tapadera perfecta para empresas criminales.
Punisher se enteró de esto de inmediato y el Imperio envió dos escuadrones de asalto para atacarlo. El primero es asesinado por un hombre. El segundo grupo, una banda de motociclistas llamada "Pretorianos", escapa, aunque con muchas bajas.
Durante el cruce de la Mano del Hombre Muerto, los varios señores de la guerra que asisten a la reunión comienzan a atacarse entre sí casi de inmediato. Mickey Fondozzi y Microchip, asociados de Punisher, fueron capturados mientras espiaban a Strucker y afirman ser Cuatro y Ocho, miembros del Imperio Secreto. El Imperio se entera de esto a través de un espía del grupo HYDRA. Por coincidencia, Cuatro y Ocho en realidad no habían viajado a Las Vegas y esto fue suficiente para convencer a los demás de que se habían convertido en traidores. El Imperio envía a los Pretorianos para matar a todos los involucrados, pero Mickey, Micro y Strucker sobreviven. Otros encuentros no llevaron a ningún progreso y los miembros del Imperio Secreto abandonaron Las Vegas en un avión.
Los planes del Imperio están bajo el escrutinio del "Favor Broker", un oponente de Nómada. Se une a Punisher y Daredevil en un intento de interrumpir la reunión. Todo lo que logran hacer es matar a algunos lacayos y ninjas de la Mano y capturar a Slug.
Algún tiempo después, los agentes del Imperio Secreto luchan contra el grupo de justicieros conocido como el Jurado. El Imperio Secreto se ve envuelto en una lucha por controlar rutas de navegación rentables con fines criminales.
Se reveló que el Imperio Secreto tenía una ciudad subterránea debajo de Cincinnati cuando los Vengadores Secretos descubren el Consejo de la Sombra en su plan para hacer una versión más grande de la máquina del tiempo del Doctor Doom allí.
Como parte de All-New, All-Different Marvel, el Imperio Secreto luego lucha contra Kate Bishop. Una imponente Cassandra Lang, intenta ayudar y casi muere en el proceso.
Para su primera misión, los Vengadores U.S.A. habían luchado contra el Imperio Secreto. Durante la lucha contra el Imperio Secreto, la forma Red Hulk de Robert Maverick fue capaz de nivelar la base de su isla volcánica.

## Miembros

### Miembros actuales
- Calvin Burlingame - El padre de Charcoal.
- Cheer Chadwick - Una miembro de la élite que tiene conexiones con el Imperio Secreto. Ella es la hija de Hesperus Chadwick y sobrina de William Taurey.
- Hesperus Chadwick - Un miembro de la élite que tiene conexiones con el Imperio Secreto. El es el padre de Cheer Chadwick y el cuñado de William Taurey.
- Richard Cholmondely -
- Thomas Gloucester - Un noble Británico.
- Shocktroopers -
- William Taurey - Un miembro de la élite que tiene conexiones con el Imperio Secreto. El es el tío de Cheer Chadwick y el cuñado de Hesperus Chadwick.
- Harcourt Vickers -

### Miembros anteriores
- Boomerang
- Chainsaw
- Charcoal
- Lynn Church
- Cloud
- Doctor Faustus
- Linda Donaldson
- Mr. Farrell
- Gargantua
- Grifo
- Quentin Harderman - Jefe del Comité para Recuperar los Principios de Estados Unidos.
- Harridan
- Javelynn
- Mad-Dog
- Carl Maddicks
- Midnight
- Moonstone
- Bo Ollsen
- Pretorians
- Profesor Poder
- Quasimodo
- Jay Sanford
- Seraph
- Thunderball
- Trickshot
- Tumbler
- Viper (Jordan Stryke)
- Viper (Madame Hydra)
- Martin Willis
- Wyre
- Zeitgeist

### Otros miembros
Estos miembros son miembros honorarios o de reserva del Imperio Secreto:
- Brute Force
  - Fieldstone
  - Fizgig
  - Hoarfrost
  - Hoopsnake
  - Ingot
  - Loblolly
  - Scarum
  - Watchfire
- Hermandad de Mutantes
  - Blob
  - Mente Maestra
  - Unus el Intocable
- Mutant Force
  - Burner
  - Lifter
  - Peepers
  - Shocker
  - Slither
- Seekers
  - Chain
  - Grasp
  - Sonic

## En otros medios
- El Imperio Secreto apareció en el segmento Incredible Hulk de The Marvel Super Heroes. En esa apariencia, contrataron a Boomerang para acabar con Hulk.
- En una entrevista con los productores ejecutivos de Agent Carter, Tara Butters y Michele Fazekas, se reveló que el Consejo de los Nueve es una encarnación del Imperio Secreto.[14] Los miembros conocidos incluyen a Hugh Jones, Calvin Chadwick, Thomas Gloucester y Mortimer Hayes, con Vernon Masters como su asociado. El Consejo de los Nueve apareció por primera vez en "A View in the Dark", donde Hugh Jones y Thomas Gloucester le dicen a Calvin Chadwick que el Programa Isodyne debería cerrarse después de los recientes eventos relacionados con la Materia Cero y que Calvin debería centrarse en su campaña senatorial. En el episodio "Smoke & Mirrors", se reveló que el Consejo de los Nueve estaba detrás del Asesinato de William McKinley y Black Tuesday. En el episodio "The Atomic Job", Calvin Chadwick se cansa de los motivos de su esposa Whitney Frost y llama a alguien para organizar una reunión de emergencia con el Consejo de los Nueve. En el episodio "Life of the Party", los miembros del Consejo de los Nueve asisten a una fiesta, donde se encuentran en privado en una habitación que es vigilada en secreto por Dottie Underwood. Cuando Calvin intenta entregar a Whitney al Consejo de los Nueve, Whitney absorbe a los dos hombres que la agarraron, Calvin Chadwick, Thomas Gloucester y otros tres miembros del Consejo de los Nueve, mientras perdona a Hugh Jones, Mortimer Hayes y otros dos miembros. Tomando el control del Consejo de los Nueve, Whitney le dice a Hugh Jones que ponga a Vernon Masters al tanto, con el Consejo de los Nueve bajo una nueva dirección, y luego le dice a Mortimer Hayes que use los periódicos para encubrir las desapariciones de aquellos que acaba de absorber. En el episodio "Monsters", Whitney Frost habla en un monumento fuera de Anvil Studios indicando que Calvin Chadwick, Thomas Gloucester y los que estaban con ellos habían fallecido en un incidente que sucedió en el mar.